# Medal of Honor: Vanguard
Medal of Honor: Vanguard es un videojuego de disparos en primera persona para PlayStation 2 y Wii, basado en los acontecimientos bélicos de las fuerzas aerotransportadas de los aliados durante la Segunda Guerra Mundial, como muchos otros FPS (First Person Shooters), en el cual podremos jugar como un soldado del bando aliado contra el Eje. 
Es la continuación (2007) de la famosa saga de Medal of Honor, y la siguiente entrega tras Medal of Honor: European Assault.
A pesar de seguir con la ambientación histórica de otras entregas, MOH Vanguard es un simulador de combate. El caos predomina sobre el formalismo usual de muchos juegos precursores: El uso constante de scripts producía aburrimiento y la falta de inteligencia artificial imposibilitaba el uso de campos abiertos, no laberínticos. Pues bien: Como el capitán Frank Keegan, soldado de las unidades aerotransportadas norteamericanas, saltaremos con paracaídas desde los C47 y rastretos para luchar en campos de batalla abiertos y envolventes. MOH Vanguard salió para la wii y PlayStation 2, como respuesta a la cancelación de la versión de MOH Airborne para estas consolas. Más tarde, Airborne saldría para PlayStation 3, Xbox 360 y Windows.

## Modo de juego
En esta saga tomas el papel del cabo Frank Keegan, de la 82.ª división aerotransportada. La forma de empezar cada combate como es la Operación Market Garden, empezamos en los C47 donde podrás saltar del avión y caer donde el jugador quiera, a excepción de la operación Neptune en la cual vas en un planeador. Así como la forma de jugar ha cambiado el escenario cambia completamente los escenarios son grandes cuando los ves del cielo en paracaídas. El modo de juego no es el mismo que en el del European Assault de tener un equipo que tienes que proteger y curar con tus medicinas, en esta saga si matan a tus compañeros (soldados) se te hará más difícil porque tus compañeros (aunque no los 
puedes curar) te cubren para que puedas pasar la misión.

## Misiones
Las misiones son todas iguales, pero no se empieza en un punto fijo:
- Operación Husky (Primera misión)

Lugar: 
1.1. Off target: En 1943, en Sicilia, te preparas para lanzarte en paracaídas cuando le dan a tu avión y sales volando, pero logras activar el paracaídas y caes en el puerto con varios soldados, entonces debes de pelear en las calles y abrirte paso hasta una casa la cual debes tomar y defender de los alemanes.
1.2. Der bunker: Al salir de la casa debes abrirte paso hasta llegar a una plaza y derrotar a los alemanes allí (en la plaza a un cargador para la thompson), después debes llegar a un búnker y derrotar a los alemanes, al matar a todos vuelas los cañones y ahí termina la misión.
- Operación Neptuno (Segunda misión)

Lugar: 
2.1. Behind enemy lines: Estás en Francia en un avión, antes de llegar le dan a tu avión y te estrellas, al despertar tus compañeros ya están peleando contra los alemanes y debes ayudarles, después de derrotarlos en el planeador debes de llegar a una iglesia matando a los alemanes en tu camino, al tomar la iglesia debes rescatar al sargento magnuson y defender la iglesia de contraataque alemán, después de eliminar a los alemanes bajas la escaleras y uno de ellos, escondido, te noquea con su rifle.
2.2. Skavengers: Te despiertas y estás con tus compañeros con los que debes de pelear en todo el pueblo y encontrar las dos piezas de una bazooka, al encontrar la segunda un vehículo alemán y varios soldados alemanes te atacan, al destruir el tanque y a los enemigos cruzas un puente por abajo mientras un compañero coloca una bomba, pero algo falla y explota antes de tiempo matando a tu compañero y dejándote inconsciente.
2.3. Requiem: El sargento te despierta y te dice que tienes suerte de estar vivo, inmediatamente después una bala le da en la cabeza y lo mata, entonces debes ayudar a tus compañeros a eliminar a los francotiradores en una casa, después debes de tomar un puente y cruzarlo para tomar una casa defendida por alemanes y defenderla del contrataque de infantería y tanques.
- Operación Market Garden (Tercera Misión)

Lugar: 
3.1. A shallow grave: En Holanda, durante la operación MARKET GARDEN, te lanzas desde un avión y junto con tus compañeros debes de tomar una casa y salir por atrás, luego debes de eliminar a más alemanes hasta llegar a una molino, ahí debes llegar a la punta y destruir un arma antiaérea, después llegas a un almacén donde hay varios alemanes a los cuales debes eliminar, tomas unos papeles importantes para los aliados y sales al camino.
3.2. Haunted: inicias la misión en un camino; debes de tomar una casa, defenderla de los alemanes y derrotar a los soldados escondidos después debes salir de la casa, tomar un búnker para llegar a un puente el cual debes cruzar cuidándote de los alemanes, al cruzar el puente destruyes un arma antiaérea mientras un sargento dice que deben llegar a la ciudad.
3.3. Predators: La misión empieza en medio de un combate en una plaza, debes de eliminar a los alemanes y seguir peleando en la ciudad hasta llegar a un arma antiaérea la cual debes destruir, después te encuentra con un tanque y varios alemanes defendiendo las bazookas. Después de destruir al tanque termina la misión.
- Operación Varsity (Última misión)

Lugar: 
4.1 Endgame: Te lanzas en paracaídas y caes en un río (en el río hay restos de un avión y cerca de ellos hay una mira de francotirador), debes eliminar a los alemanes en una torre y matar a los que están en tierra. Después llegas a una construcción en ruinas y la debes defender de los alemanes, después te internas en las fortificaciones alemanas matando a muchos de ellos, al finalizar el nivel una explosión en la trinchera los hace que se separen.
4.2. The crucible: Al iniciar la misión llegas a una fábrica y matan a todos tus compañeros entonces debes de matar a todos los alemanes en la fábrica y a un tanque tigre afuera de la misma. Después destruyes un arma antiaérea y te infiltras en un túnel (donde hay una mira de francotirador), al salir del túnel te encuentras con tus compañeros, al llegar a otra sección de la fábrica un francotirador mata a un compañero y debes eliminar a todos los francotiradores, al matarlos tu y tus compañeros llegan a una casa en ruinas la cual debes de tomar y defenderla de contraataque alemán que incluye infantería y varios tanques tigre. Después de destruirlos a todos finaliza la misión y el juego.
Son algunas operaciones planeadas por los norteamericanos y a las cuales se puede jugar en esta entrega de Medal of Honor, cada una de estas se dan en escenarios distintos.

## Recepción
Medal of Honor: Vanguard tuvo críticas negativas por parte de los críticos, Pero tuvo críticas mayoritariamente positivas por parte de los consumidores.
IGN le dio a Medal of Honor: Vanguard para Wii un 7/10, mientras que la versión de PS2 recibió un 7,2/10
GameSpot le dio al juego un 5,5/10 para las versiones de Wii y PS2. La mayoría de las críticas al juego se centraron en el motor gráfico deficiente, la falta de juego en línea y la poca inteligencia del enemigo. También se criticó el hecho de que muchos de los elementos del juego ya aparecían en la serie o en otros shooters de la Segunda Guerra Mundial (con la excepción del lanzamiento en paracaídas). Aaron Thomas de GameSpot declaró que "Realmente no hay razón para comprarlo en PlayStation 2, y gracias a un precio más alto para la versión de Wii, hay muy pocas razones para comprarlo para Wii".
El sitio web con sede en el Reino Unido, Mansized, calificó a Medal of Honor: Vanguard con solo 2/5, afirmando que "Medal of Honor: Vanguard es un juego bastante impactante".
La revista oficial de PlayStation 2 del Reino Unido le dio un 5/10 y lo llamó "El MOH más débil hasta ahora. Nada más que el Call of Duty de un pobre".
GamersUnited.org le dio a Vanguard para Wii una D-.
En Metacritic, el juego tiene puntuaciones de 63 para PlayStation 2 y 56 para Wii.

En GameRankings, el juego tiene puntuaciones de 64,35% para PlayStation 2 y 57,45% para Wii.
- Datos: Q1117741